# Carollia colombiana
Carollia colombiana — вид родини листконосові (Phyllostomidae), ссавець ряду лиликоподібні (Vespertilioniformes, seu Chiroptera).

## Поширення
Вид знаходиться в тропічних лісах Північної Колумбії. Це відносно дрібний вид.